# Willem II van Holland
Willem II (februari 1227 – Hoogwoud, 28 januari 1256) was graaf van Holland en Zeeland en koning van het Heilige Roomse Rijk.

## Graaf van Holland
Willem II was de zoon van Floris IV van Holland en Machteld van Brabant. Op zevenjarige leeftijd volgde hij zijn vader op, toen deze in 1234 bij een toernooi in het Noord-Franse Corbie om het leven kwam. Een broer van zijn vader, eveneens Willem geheten, en later Otto, bisschop van Utrecht, ook een broer van zijn vader, werden regent. De zus van Willem I Aleid van Holland zou een belangrijke rol gaan spelen bij het ontwikkelen van de nederzetting Schiedam.

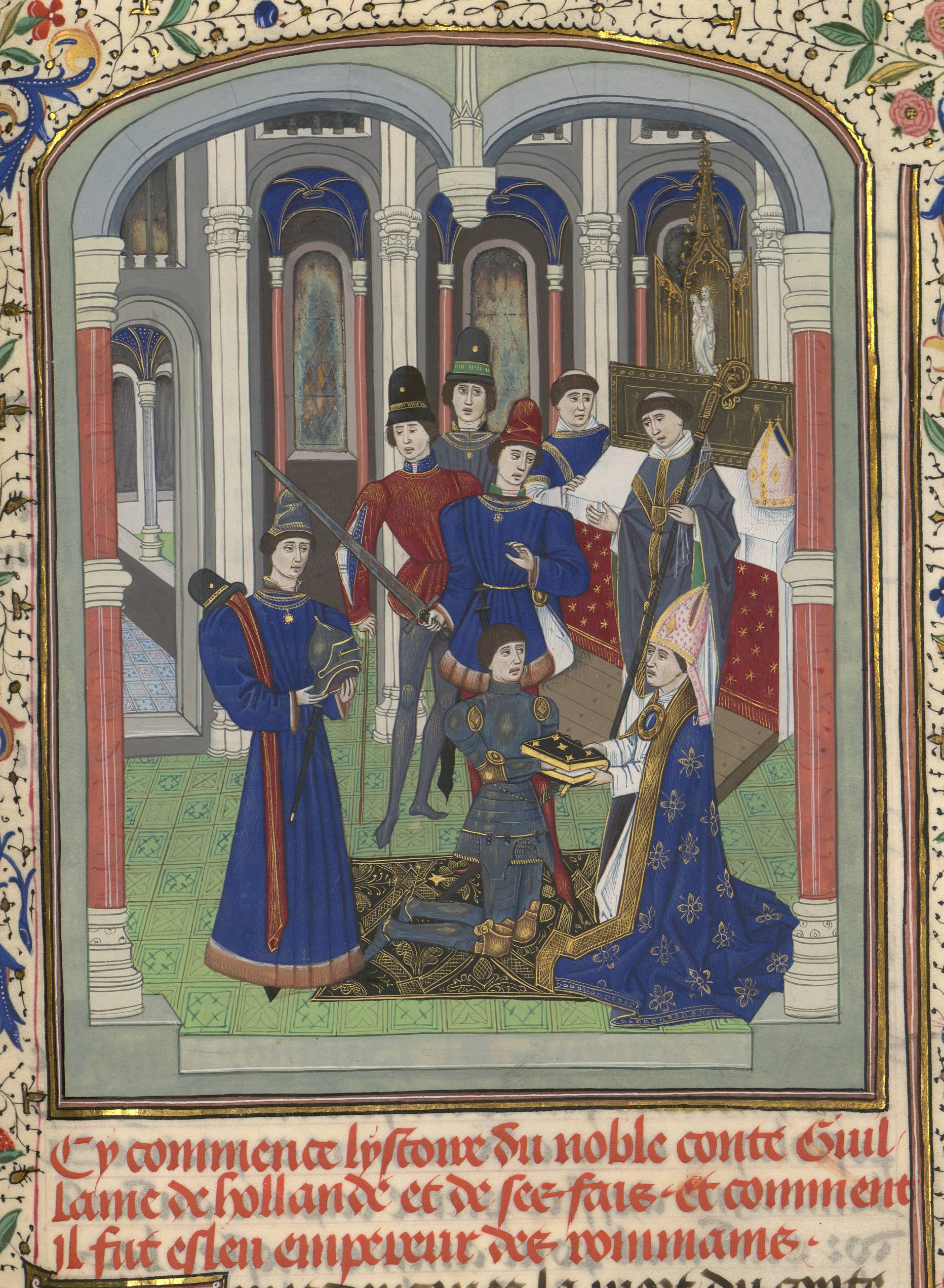
Willem geridderd in Den Haag (BnF, ms. 9002 f.94, ca. 1460)

De Rooms-Katholieke Kerk predikte in die dagen dat men goed kon doen voor het eigen of andermans zieleheil door de kerk te begunstigen. Voor het zielenheil van zijn overleden vader stichtte Willem daarom een kapel in het dorpje Eikenduinen bij het huidige Den Haag. Zowel Willem als zijn moeder Machteld, de zuster van hertog Hendrik II van Brabant, had belangstelling voor het kerkelijk leven. Gravin-weduwe Machteld, de dochter van de Brabantse hertog Hendrik I, nam een opmerkelijke invloed in de kerkelijke gang van zaken in gebieden waarover de familie heerste, evenals haar dochter Aleid en schoonzuster Ricardis. Zij zette daarmee in Holland de traditie van haar Brabantse familie voort. Machteld, Aleid en Ricardis bevorderden bijvoorbeeld het werk van vrouwen in kloosters en Machteld stichtte met Floris IV omstreeks 1230 een cisterciënzerklooster voor nonnen in Loosduinen, het eerste van die orde in Holland. Het aantal religieuze stichtingen was in die tijd opvallend hoog waarbij niet zozeer devotie aan het evangelie maar vooral machtspolitiek een rol speelde, want alleen met steun van de Rooms-Katholieke kerk kon Willem de heerschappij over grondgebieden uitbreiden en zo wist hij uiteindelijk rooms-koning te worden.
Als graaf van Holland vormde hij een bondgenootschap met Brabant tegen Vlaanderen.
Als koning van het Duitse rijk verpandde hij in 1247 Nijmegen aan de graaf van Gelre. Nijmegen is in handen van de heren van Gelre gebleven omdat het pand nooit is ingelost.
Als koning bedeelde hij zichzelf met het landsheerlijk gezag over het toen door vele kleine heren bestuurde Friesland toe.
Voor zijn jongere zuster Margaretha werd een huwelijksovereenkomst gesloten met graaf Herman I van Henneberg, ze trouwden in 1248, daarmee was een nieuw bondgenootschap bezegeld. Willem nam het besluit om zijn aanzienlijke woning in Haga om te bouwen tot een kasteel van waaruit hij efficiënt zijn gebieden kon besturen. Daarmee zette hij de bakens voor de functie van de latere stad Den Haag als bestuurscentrum.

### Dijkaanleg en stadsrechten
Rond 1250 nam Willem het initiatief voor de aanleg van het westelijk gedeelte van de huidige Schielands Hoge Zeedijk (ongeveer vanaf Kralingen naar het westen). Na zijn dood in 1256 werd het werk onder het bestuur van zijn zuster Aleid van Holland voltooid. 
In 1253 werd door hem opdracht gegeven om in de Spaarndammerdijk een schutsluis aan te leggen, gefinancierd door het bedrijfsleven van Haarlem, die in het beheer kwam van het Hoogheemraadschap van Rijnland. In 1280 kwam de sluis gereed. Bij de aanleg maakte men gebruik van een kolk die bij een eerdere dijkdoorbraak ontstaan was, daarom werd de naam Kolksluis. Doordat deze sluis twee deuren had, konden schepen onafhankelijk van het tij de sluis passeren en niet meer enkel met gelijke waterstand. Aanvankelijk had de sluis hefdeuren waardoor alleen kleine schepen met een gestreken mast konden passeren, maar ze kreeg in 1300 puntdeuren zodat ook grotere schepen er door konden. 

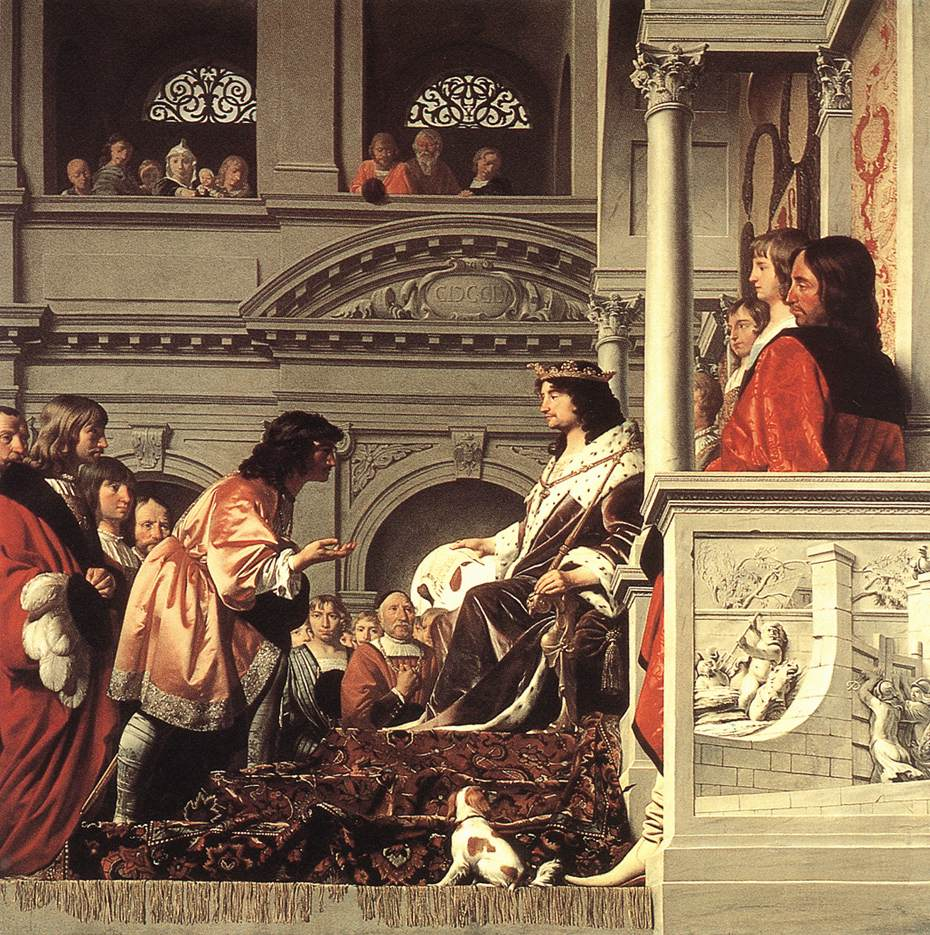
De installatie van het Waterschap Rijnland door Willem II in 1255; rechts onder de sluizen van Spaarndam

Ook verleende hij een handvest waarin hij zichzelf verplichtte geen sluis te leggen in de Spaarndamse dijk of werkzaamheden te verrichten aan de Spaarndam, de Zijdewinde, de Zeedijk en de Zwadenburgerdam zonder overleg en toestemming van de gemenelandslieden of heemraden. De verlening van bovengenoemd privilege wordt als erkenning en bevestiging gezien van een bepaalde organisatie dat later uitgroeide tot het hoogheemraadschap van Rijnland. Op het schilderij van Van Everdingen overhandigt graaf Willem II het privilege van 1255 aan dijkgraaf en hoogheemraden.
In navolging van Brabantse steden gaf hij Haarlem (1245), Delft (1246), 's-Gravenzande (1246) en Alkmaar (1254) stadsrechten. Alleen 's-Gravenzande is later niet uitgegroeid tot een grote stad. In 1248 werden de stadsrechten van Zierikzee door hem bevestigd en uitgebreid. Dat deed hij ook, in 1254, met de Middelburgse stadsrechten uit 1217.

## Rooms-Duits koning

### Voorgeschiedenis
In het Heilige Roomse Rijk, waar het Duitse Rijk met Holland als leengebied deel van uitmaakte, heerste een jarenlange machtsstrijd tussen de paus en de keizer, tussen Ghibellijnen (keizergezind) en Welfen (pausgezind). De keizer weigerde zich te onderwerpen aan het gezag van de paus, waarvoor juridisch gezien ook geen reden bestond.

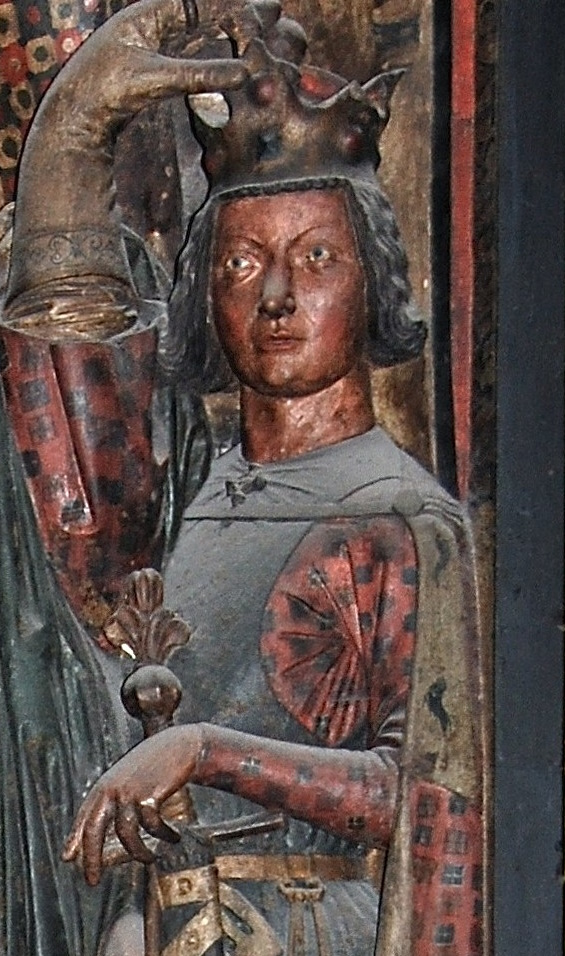
Willem II op het grafmonument van Siegfried III von Eppstein, de aartsbischop van Mainz en aartskanselier van het Heilige Roomse Rijk. Gemaakt tijdens zijn leven ca. 1250

Dit leidde er toe dat keizer Frederik II van Hohenstaufen in 1241 Rome belegerde. Paus Gregorius IX stierf echter op 22 augustus aan de zomerhitte. Omdat hij (nog) geen conflict had met de Kerk als instituut trok de keizer zich terug naar zijn koninkrijk Sicilië en wachtte af of de volgende paus de eis van absolute alleenheerschappij zou doorvoeren.
Pas na twee jaar kwam er een nieuwe paus, Innocentius IV, die inderdaad deze lijn doorzette. Toen er toch een verdrag kwam tussen paus en keizer en zij elkaar in Narni zouden treffen, vluchtte Innocentius IV in het holst van de nacht, verkleed als soldaat, om uiteindelijk maanden later in Lyon op te duiken. Daar begon de paus 12 juni 1245 het Concilie van Lyon om de keizer af te zetten. Dat gebeurde 17 juli 1245.
De paus startte daarop een groots opgezette veldtocht tegen de keizer en zijn zoon Koenraad IV, de rooms-koning van het Duitse rijk. In 1246 was de paus betrokken bij het beramen van een moordaanslag op de keizer. Het brein achter de aanslag was de zwager van de paus. Tegelijk was een grootschalige opstand georganiseerd om de Staufer heerschappij ten val te brengen, maar de samenzwering werd op tijd ontdekt. Een tweede moordaanslag volgde in maart 1249, toen Fredriks lijfarts, daartoe aangezet door een kardinaal, hem een gifbeker presenteerde. De beker werd op tijd door Frederiks lijfbediende omgestoten.
In 1246 werd Hendrik Raspe IV, een gerenommeerd ridder, in opdracht van de paus door enkele Duitse vorsten tot tegenkoning gekozen. Hendrik had ook de steun van de aartsbisschoppen van Keulen en Mainz. Daarom werd Hendrik Raspe wel papenkoning genoemd. Er volgde een veldslag bij Frankfurt tussen Hendrik en Koenraad, die Hendrik won; de paus had twee Zwabische legerleiders van Koenraad omgekocht.
Raspe stierf door een val van zijn paard in 1247 en vier weken later werd Willem II tot tegenkoning gekozen. Er was geen Duitse vorst geweest die het tegen de Staufers op wilde nemen. Pas na Frederiks overlijden in 1250 en Koenraads overlijden in 1254 wilden Duitse vorsten Willems koningschap steunen.

### Kroning

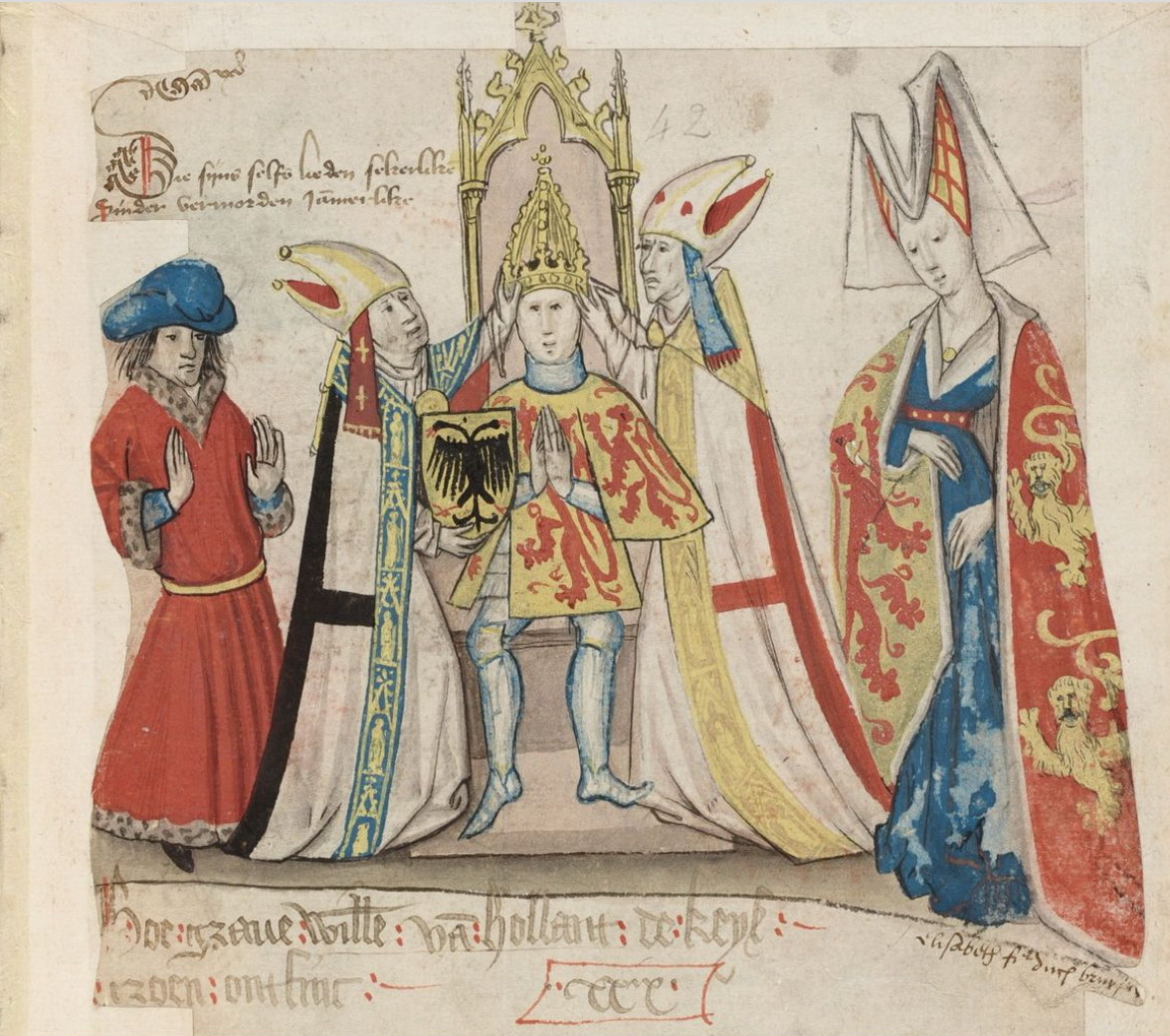
Kroning van Willem II in 1248. Rechts zijn toekomstige echtgenote Elisabeth van Brunswijk. Miniatuur uit de Brabantsche Yeesten, KBR, ms. IV 684 (begin 15e eeuw)

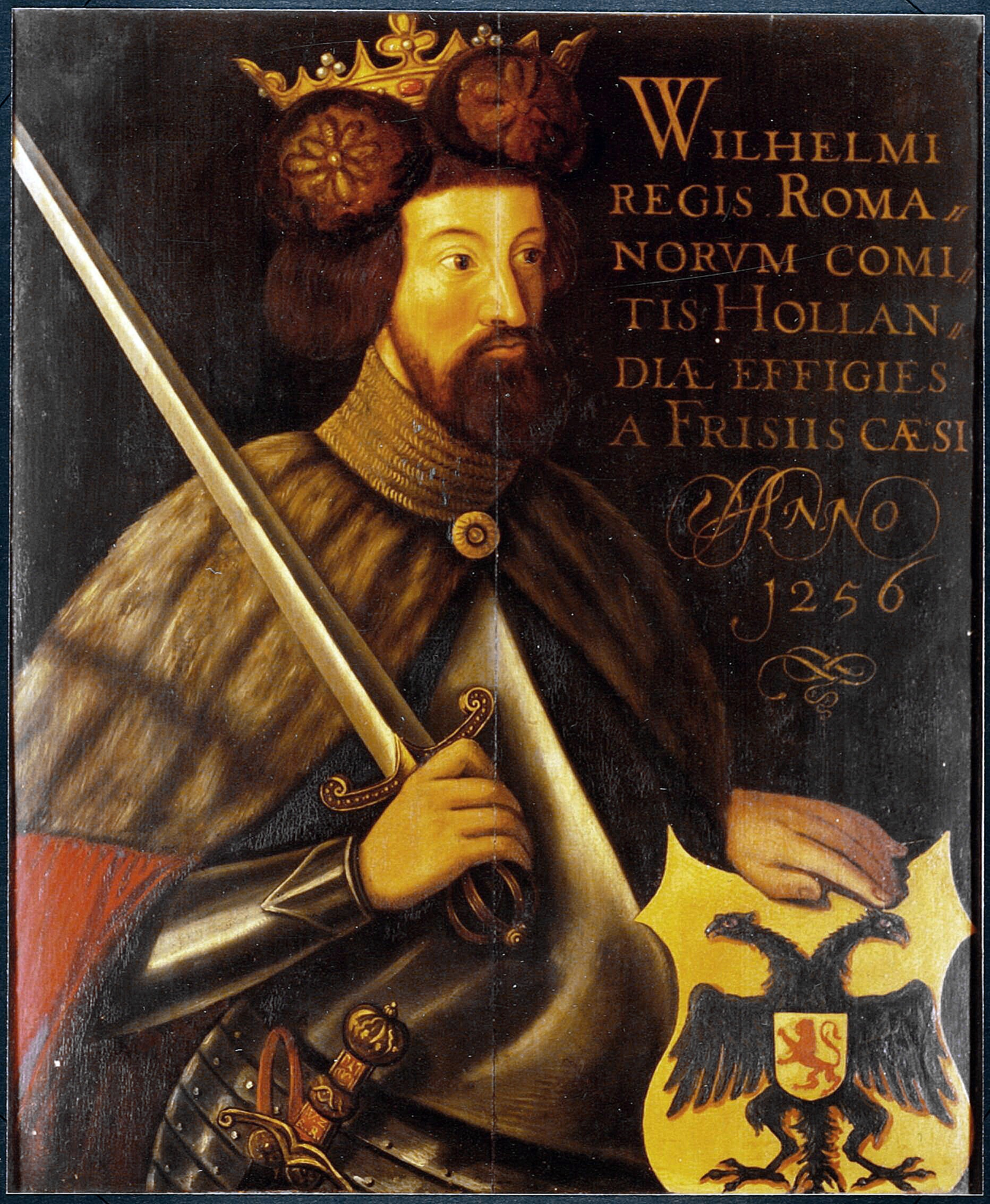
Willem II, anoniem portret uit de 16e eeuw

Na de dood van Hendrik Raspe IV, sinds een jaar tegenkoning, was Hendrik II van Brabant, getrouwd met Raspe's nicht Sofia, de belangrijkste kandidaat om hem op te volgen. Hendrik weigerde, maar stelde zijn jonge neef Willem voor als koning. Willem II kreeg steun van minderbroeders en predikheren in zijn strijd tegen Frederik II. Op 3 oktober 1247 werd Willem op 20-jarige leeftijd in Woeringen, bij Keulen, met vooral steun van kerkelijke zijde, door de aartsbisschoppen van Keulen, Mainz en Trier tot koning van Duitsland verkozen. De meeste wereldlijke vorsten waren daar niet bij aanwezig. In oktober karakteriseerde paus Innocentius IV hem als volgt: 'Een goed christen, een dappere soldaat...jong en vol dadendrang, aangenaam van karakter en uiterlijke verschijning'. De paus steunde de keuze van Willem op 8 november 1247.
Willem moest alleen Aken, de oude kroningsstad, nog op de Staufische tegenpartij veroveren. Willem benoemde een onderkoning voor Noord-Italië en kreeg de steun van Bourgondië. In 1248 veroverde Willem Kaiserswerth, Dortmund en Aken. Aken nam hij in, na een beleg van vijf maanden, geholpen door Friezen, die met waterbouwkundig vernuft de Staufers uit de stad wisten te verdrijven. Op 1 november 1248, op Allerheiligen, werd Willem in Aken gekroond door de aartsbisschop van Keulen. Uit dank voor de hulp van de Friezen, bevestigde Willem de gehele Friese natie in de rechten, vrijheden en voorrechten die zij al van Karel de Grote hadden ontvangen. Ondanks deze belofte zouden de West-Friezen in 1254 door Willem worden aangevallen en geplunderd.
De rijkskroon, het rijkszwaard en de rijksappel, de officiële tekenen van de koninklijke macht, waren echter, sinds 1125, op de rijksburcht Trifels, in handen van de Staufische tegenpartij. Pas in 1255 veroverde Willem de burcht Trifels en was hij in het bezit van de kroningsinsignia. Willem was tegenkoning van Koenraad IV, die op gezag van zijn vader keizer Frederik II van Hohenstaufen al in 1237 op negenjarige leeftijd tot koning van Duitsland was gekozen. In 1250 volgde Koenraad IV zijn vader op.
Het begin van de regering van Willem II werd door chronisch geldgebrek gekenmerkt. De rijksgoederen aan de Nederrijn waren nog in Staufische handen en konden slechts door oorlogvoering worden veroverd. De verkiezing, hofdagen en krijgstochten brachten hoge kosten met zich mee, maar hij kreeg financiële steun van paus Innocentius IV.
De macht van Willem was eigenlijk beperkt tot het Rijnland en Zwaben. De door de paus afgezette keizer Frederik II stierf in 1250. Willem II vierde in 1251 in Lyon met de paus het paasfeest. De paus gaf Willem een pauselijke legaat mee, om hem te ondersteunen. Dankzij de diplomatieke inspanningen van de paus kreeg Willem in 1252 steun van de Noord-Duitse vorsten en steden. Op 25 januari 1252 werd dit bezegeld door het huwelijk van Willem met Elisabeth van Brunswijk, de dochter van hertog Otto I van Brunswijk. Door dit huwelijk kreeg Willem steun van de Welfse coalitie tegen Koenraad IV, die in december 1250 zijn vader Frederik II was opgevolgd. Willem werd nu ook door de hertogen van Saksen en Brandenburg erkend. De belangrijkste afspraken waren:
- Brandenburg kreeg zeggenschap over Lübeck;
- het hertogdom Saksen kreeg het recht om de bisschoppen van Lübeck, Ratzeburg en Schwerin te benoemen;
- Brunswijk, Brandenburg en Saksen kozen Willem formeel tot koning op 25 maart 1252.

Willem verloor echter in 1252 de steun van de aartsbisschoppen van Mainz en Trier over respectievelijk een feodale opvolgingskwestie en een conflict over tolrechten. Na de dood van Koenraad IV in 1254 gaven veel steden hun steun echter aan Willem, in ruil voor behoud van hun privileges.

### Strijd tegen Vlaanderen
De graven van Holland hadden Zeeland in leen van Vlaanderen. Omdat Zeeland in het Duitse rijk lag, hadden de (Franse) graven van Vlaanderen het op hun beurt weer in leen van de Duitse koning. Willem gebruikte zijn positie als Duitse koning om Zeeland te onttrekken aan Vlaanderen. Dit leidde in 1253 tot de Slag bij Westkapelle, waar Vlaanderen werd verslagen door een bondgenootschap van Holland, Brabant en Henegouwen. In 1254 werd een wapenstilstand gesloten.
Als gevolg van deze ontwikkelingen deed Margaretha II van Vlaanderen haar aanspraken op Henegouwen over op Karel van Anjou. Willem steunde zijn zwager Jan van Avesnes tegen Karel en kwam uiteindelijk in 1254 met Lodewijk IX van Frankrijk tot een regeling die Jan het graafschap Henegouwen liet behouden. De aartsbisschop van Keulen had echter partij gekozen tegen Jan van Avesnes en begon onderhandelingen met Ottokar II van Bohemen om hem tot tegenkoning uit te roepen.

### Rijksburcht Trifels
Willem II voerde verschillende oorlogen tegen de West-Friezen. De paus nodigde Willem uit om in Rome tot keizer te worden gekroond. Willem kreeg de kroningsregalia, de symbolen van de macht, in zijn bezit, toen hij in februari 1255 de Rijksburcht Trifels veroverde. Na de geboorte van hun tweede kind, vergezelde Elisabeth haar man naar het Duitse rijk. Tijdens de Rijksdag te Worms in december 1255 wilde ze met graaf Adolf I van Waldeck een kijkje nemen in de pas veroverde burcht Trifels. Ze werd onderweg door een roofridder overvallen en pas vrijgelaten, nadat er een hoog losgeld werd betaald. Intussen was Willem van het Duitse rijk naar Holland getrokken om de West-Friezen te onderwerpen.

### Overlijden en begrafenis
De West-Friezen wisten Willems ridders in 1254 terug te dringen tot onder Alkmaar. In de zomer van 1255 had de aanval evenmin succes. Maar in de winter van 1256 konden Willems troepen binnendringen, omdat de binnenwateren van West-Friesland waren bevroren.
Tijdens die veldtocht tegen de West-Friezen zakte hij op 28 januari 1256 bij Hoogwoud door het ijs van het Berkmeer. De West-Friezen vonden hem in machteloze positie en doodden hem. Toen ze doorhadden dat ze de koning hadden gedood, werd Willem begraven onder de haardplaat van een boerderij in Hoogwoud. Pas in 1282 wist zijn zoon, graaf Floris V, zijn stoffelijk overschot terug te vinden. Dit gebeurde niet zonder slag of stoot: Hoogwoud werd geplunderd en de bevolking werd voor een groot deel door de Hollanders uitgemoord. Willem II werd begraven in de Abdij van Middelburg.

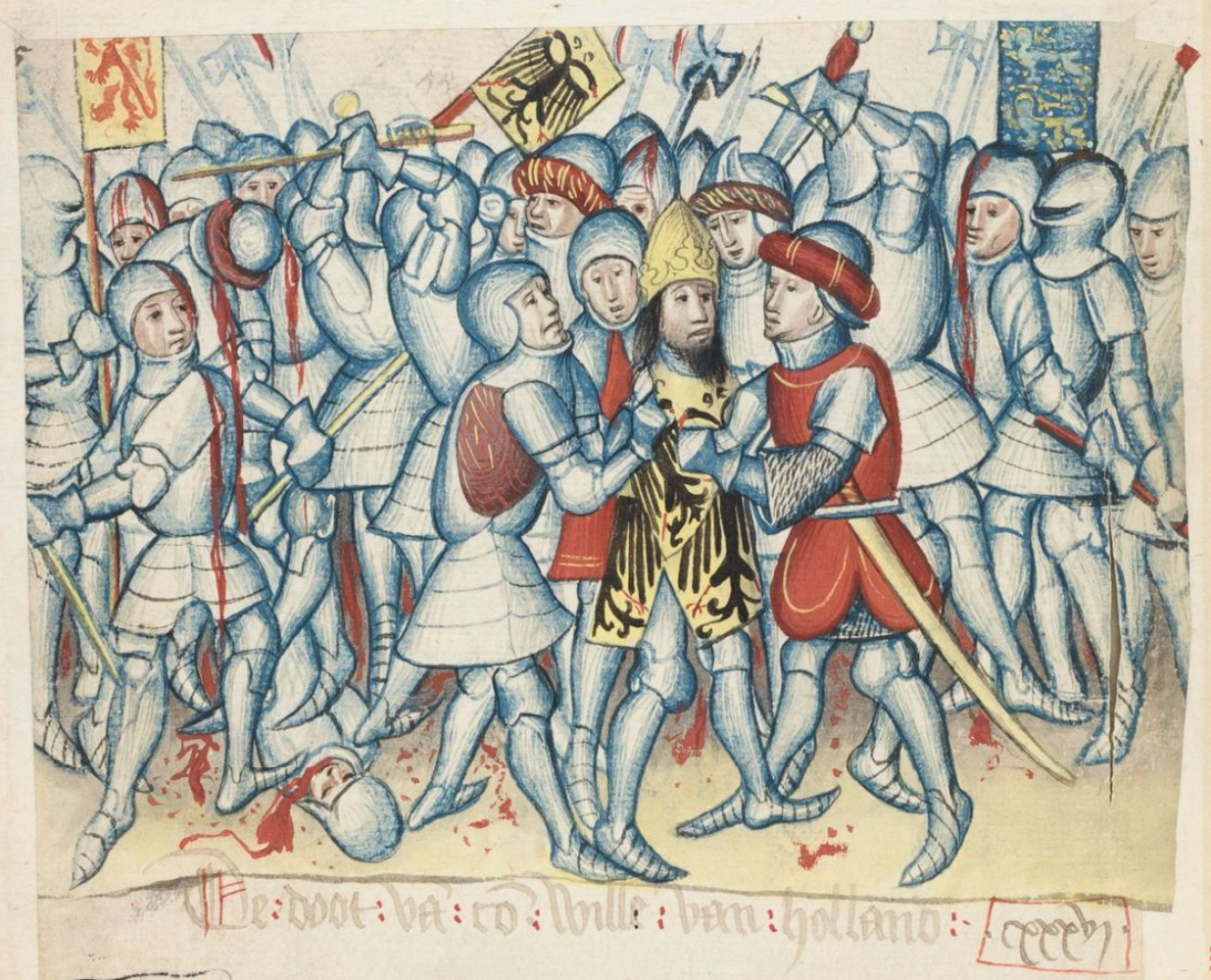
Moord op Willem II (miniatuur uit de Brabantsche Yeesten, KBR, ms. IV 684, begin 15e eeuw)
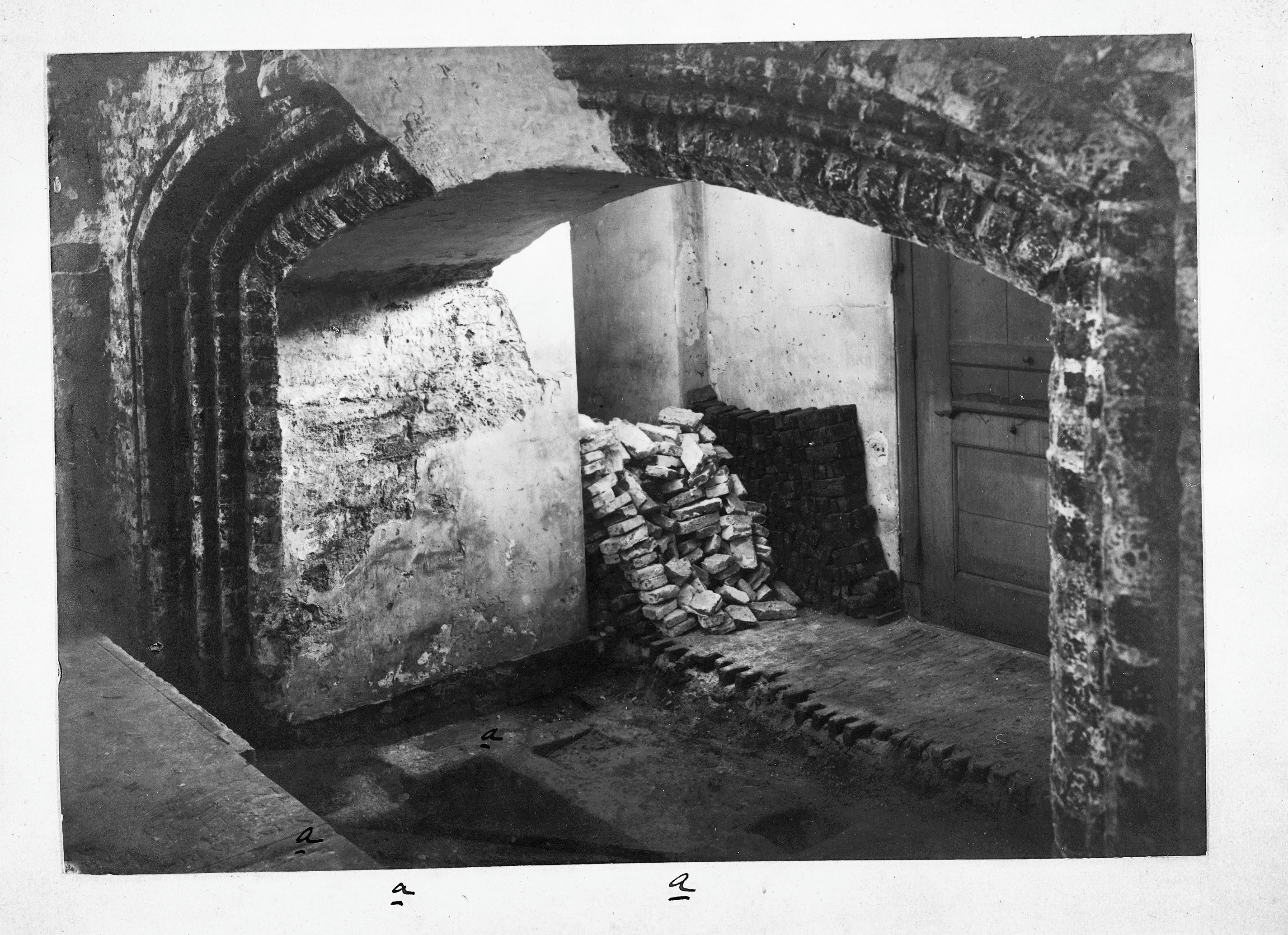
Vermoedelijk graf van Willem II in de Koorkerk van de abdij van Middelburg, ca. 1919
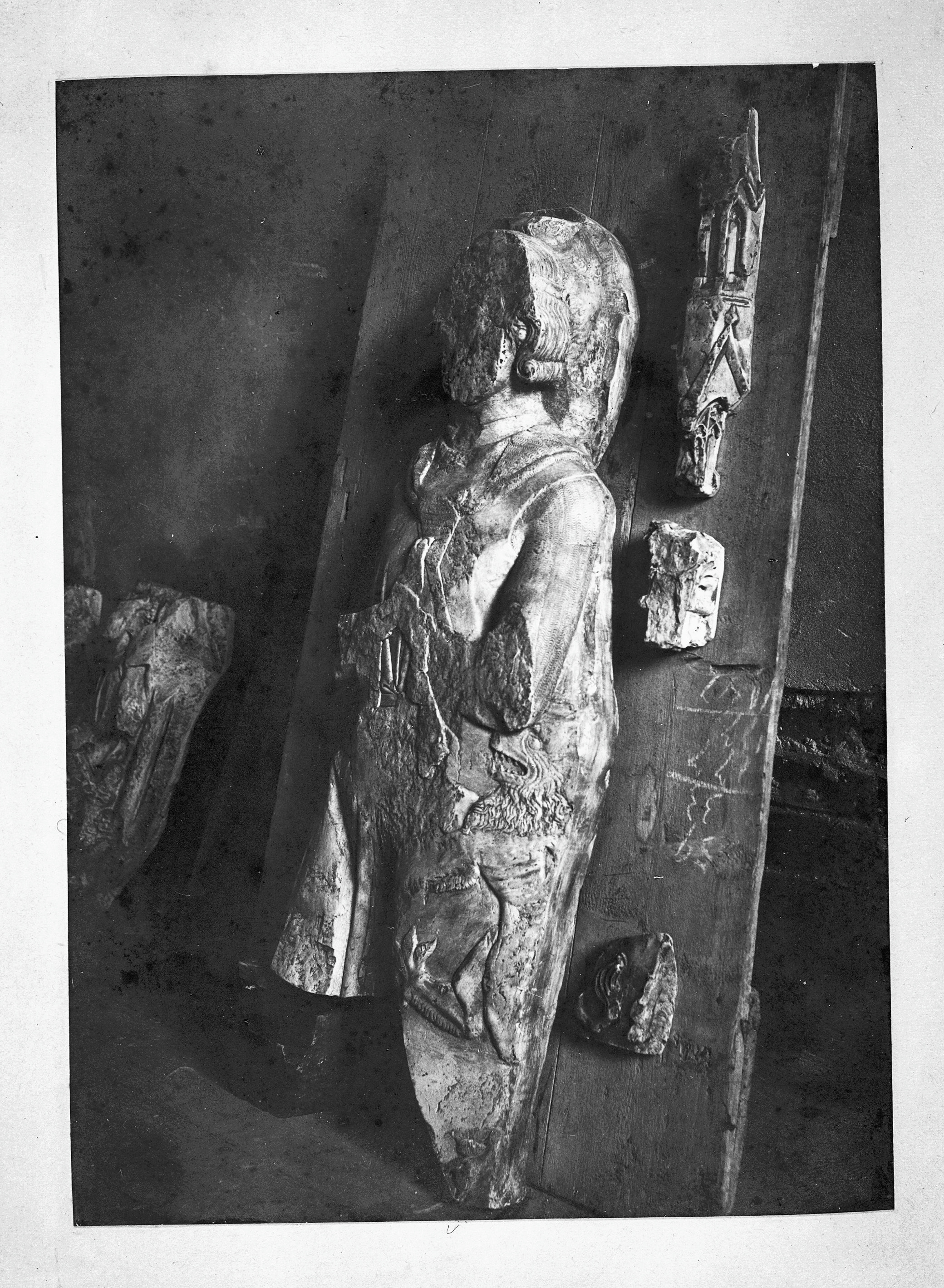
Reliëf van het vermoedelijke graf, 19e eeuw?
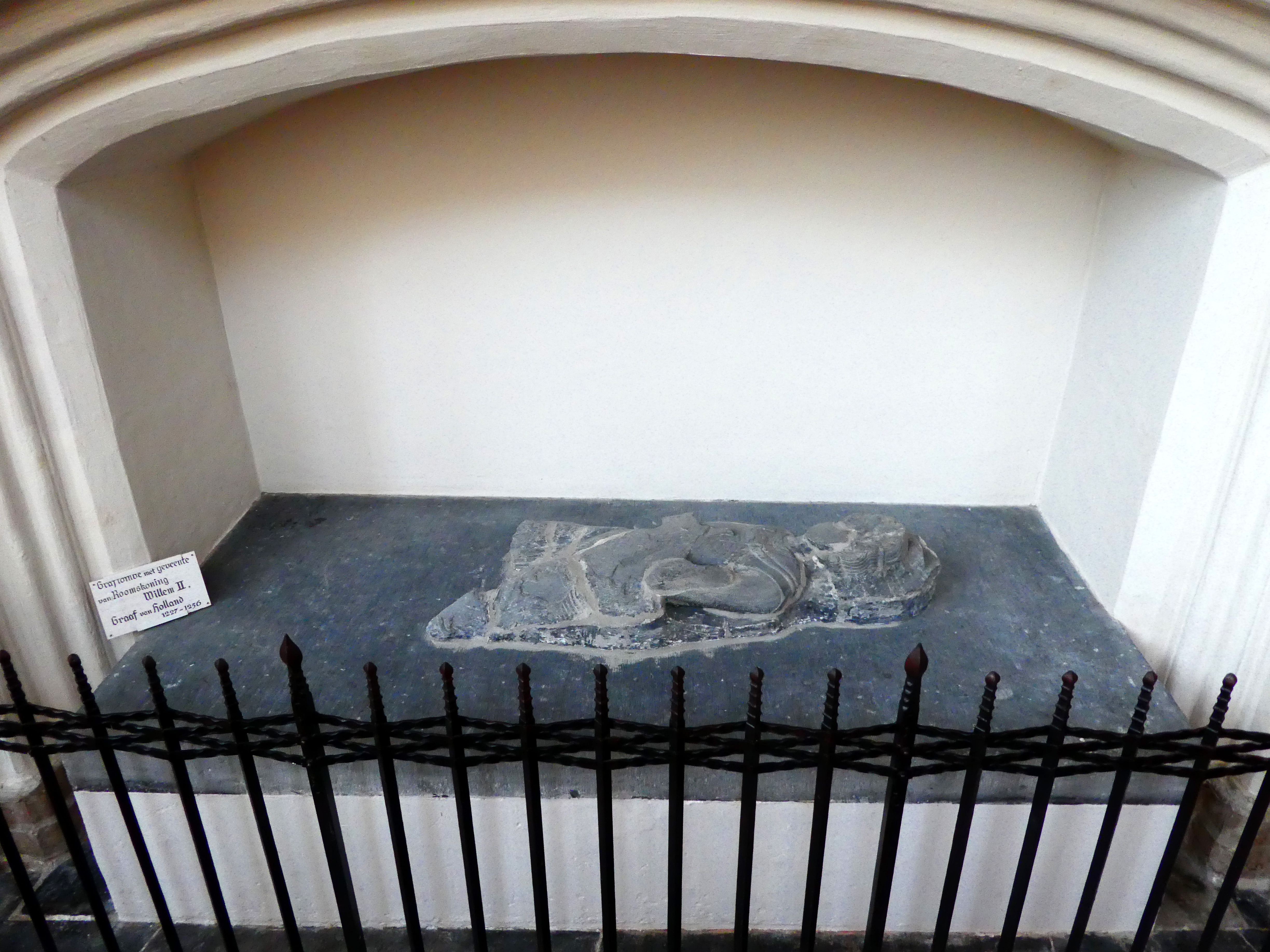
Het graf in 2018

## Stamboom
| Floris III van Holland | Floris III van Holland | Floris III van Holland | Floris III van Holland | Floris III van Holland | Floris III van Holland |  |  | Ada van Schotland    | Ada van Schotland    | Ada van Schotland    | Ada van Schotland    | Ada van Schotland    | Ada van Schotland    |  |  | Otto I van Gelre | Otto I van Gelre | Otto I van Gelre | Otto I van Gelre | Otto I van Gelre | Otto I van Gelre |  |  | Richarda van Beieren  | Richarda van Beieren  | Richarda van Beieren  | Richarda van Beieren  | Richarda van Beieren  | Richarda van Beieren  |                       |                       | Godfried III van Leuven | Godfried III van Leuven | Godfried III van Leuven | Godfried III van Leuven | Godfried III van Leuven | Godfried III van Leuven |                         |                         | Margaretha van Limburg  | Margaretha van Limburg  | Margaretha van Limburg | Margaretha van Limburg | Margaretha van Limburg | Margaretha van Limburg |  |  | Mattheüs I van de Elzas | Mattheüs I van de Elzas | Mattheüs I van de Elzas | Mattheüs I van de Elzas | Mattheüs I van de Elzas | Mattheüs I van de Elzas |  |  | Maria van Boulogne | Maria van Boulogne | Maria van Boulogne | Maria van Boulogne | Maria van Boulogne | Maria van Boulogne |
| Floris III van Holland | Floris III van Holland | Floris III van Holland | Floris III van Holland | Floris III van Holland | Floris III van Holland |  |  | Ada van Schotland    | Ada van Schotland    | Ada van Schotland    | Ada van Schotland    | Ada van Schotland    | Ada van Schotland    |  |  | Otto I van Gelre | Otto I van Gelre | Otto I van Gelre | Otto I van Gelre | Otto I van Gelre | Otto I van Gelre |  |  | Richarda van Beieren  | Richarda van Beieren  | Richarda van Beieren  | Richarda van Beieren  | Richarda van Beieren  | Richarda van Beieren  |                       |                       | Godfried III van Leuven | Godfried III van Leuven | Godfried III van Leuven | Godfried III van Leuven | Godfried III van Leuven | Godfried III van Leuven |                         |                         | Margaretha van Limburg  | Margaretha van Limburg  | Margaretha van Limburg | Margaretha van Limburg | Margaretha van Limburg | Margaretha van Limburg |  |  | Mattheüs I van de Elzas | Mattheüs I van de Elzas | Mattheüs I van de Elzas | Mattheüs I van de Elzas | Mattheüs I van de Elzas | Mattheüs I van de Elzas |  |  | Maria van Boulogne | Maria van Boulogne | Maria van Boulogne | Maria van Boulogne | Maria van Boulogne | Maria van Boulogne |
|                        |                        |                        |                        |                        |                        |  |  |                      |                      |                      |                      |                      |                      |  |  |                  |                  |                  |                  |                  |                  |  |  |                       |                       |                       |                       |                       |                       |                       |                       |                         |                         |                         |                         |                         |                         |                         |                         |                         |                         |                        |                        |                        |                        |  |  |                         |                         |                         |                         |                         |                         |  |  |                    |                    |                    |                    |                    |                    |
|                        |                        |                        |                        |                        |                        |  |  |                      |                      |                      |                      |                      |                      |  |  |                  |                  |                  |                  |                  |                  |  |  |                       |                       |                       |                       |                       |                       |                       |                       |                         |                         |                         |                         |                         |                         |                         |                         |                         |                         |                        |                        |                        |                        |  |  |                         |                         |                         |                         |                         |                         |  |  |                    |                    |                    |                    |                    |                    |
|                        |                        |                        |                        |                        |                        |  |  | Willem I van Holland | Willem I van Holland | Willem I van Holland | Willem I van Holland | Willem I van Holland | Willem I van Holland |  |  | Aleid van Gelre  | Aleid van Gelre  | Aleid van Gelre  | Aleid van Gelre  | Aleid van Gelre  | Aleid van Gelre  |  |  |                       |                       |                       |                       |                       |                       |                       |                       |                         |                         |                         |                         |                         |                         |                         |                         | Hendrik I van Brabant   | Hendrik I van Brabant   | Hendrik I van Brabant  | Hendrik I van Brabant  | Hendrik I van Brabant  | Hendrik I van Brabant  |  |  | Mathilde van Boulogne   | Mathilde van Boulogne   | Mathilde van Boulogne   | Mathilde van Boulogne   | Mathilde van Boulogne   | Mathilde van Boulogne   |  |  |                    |                    |                    |                    |                    |                    |
|                        |                        |                        |                        |                        |                        |  |  | Willem I van Holland | Willem I van Holland | Willem I van Holland | Willem I van Holland | Willem I van Holland | Willem I van Holland |  |  | Aleid van Gelre  | Aleid van Gelre  | Aleid van Gelre  | Aleid van Gelre  | Aleid van Gelre  | Aleid van Gelre  |  |  |                       |                       |                       |                       |                       |                       |                       |                       |                         |                         |                         |                         |                         |                         |                         |                         | Hendrik I van Brabant   | Hendrik I van Brabant   | Hendrik I van Brabant  | Hendrik I van Brabant  | Hendrik I van Brabant  | Hendrik I van Brabant  |  |  | Mathilde van Boulogne   | Mathilde van Boulogne   | Mathilde van Boulogne   | Mathilde van Boulogne   | Mathilde van Boulogne   | Mathilde van Boulogne   |  |  |                    |                    |                    |                    |                    |                    |
|                        |                        |                        |                        |                        |                        |  |  |                      |                      |                      |                      |                      |                      |  |  |                  |                  |                  |                  |                  |                  |  |  |                       |                       |                       |                       |                       |                       |                       |                       |                         |                         |                         |                         |                         |                         |                         |                         |                         |                         |                        |                        |                        |                        |  |  |                         |                         |                         |                         |                         |                         |  |  |                    |                    |                    |                    |                    |                    |
|                        |                        |                        |                        |                        |                        |  |  |                      |                      |                      |                      |                      |                      |  |  |                  |                  |                  |                  |                  |                  |  |  |                       |                       |                       |                       |                       |                       |                       |                       |                         |                         |                         |                         |                         |                         |                         |                         |                         |                         |                        |                        |                        |                        |  |  |                         |                         |                         |                         |                         |                         |  |  |                    |                    |                    |                    |                    |                    |
|                        |                        |                        |                        |                        |                        |  |  |                      |                      |                      |                      |                      |                      |  |  |                  |                  |                  |                  |                  |                  |  |  | Floris IV van Holland | Floris IV van Holland | Floris IV van Holland | Floris IV van Holland | Floris IV van Holland | Floris IV van Holland |                       |                       | Machteld van Brabant    | Machteld van Brabant    | Machteld van Brabant    | Machteld van Brabant    | Machteld van Brabant    | Machteld van Brabant    |                         |                         |                         |                         |                        |                        |                        |                        |  |  |                         |                         |                         |                         |                         |                         |  |  |                    |                    |                    |                    |                    |                    |
|                        |                        |                        |                        |                        |                        |  |  |                      |                      |                      |                      |                      |                      |  |  |                  |                  |                  |                  |                  |                  |  |  | Floris IV van Holland | Floris IV van Holland | Floris IV van Holland | Floris IV van Holland | Floris IV van Holland | Floris IV van Holland |                       |                       | Machteld van Brabant    | Machteld van Brabant    | Machteld van Brabant    | Machteld van Brabant    | Machteld van Brabant    | Machteld van Brabant    |                         |                         |                         |                         |                        |                        |                        |                        |  |  |                         |                         |                         |                         |                         |                         |  |  |                    |                    |                    |                    |                    |                    |
|                        |                        |                        |                        |                        |                        |  |  |                      |                      |                      |                      |                      |                      |  |  |                  |                  |                  |                  |                  |                  |  |  |                       |                       |                       |                       |                       |                       |                       |                       |                         |                         |                         |                         |                         |                         |                         |                         |                         |                         |                        |                        |                        |                        |  |  |                         |                         |                         |                         |                         |                         |  |  |                    |                    |                    |                    |                    |                    |
|                        |                        |                        |                        |                        |                        |  |  |                      |                      |                      |                      |                      |                      |  |  |                  |                  |                  |                  |                  |                  |  |  |                       |                       |                       |                       | Willem II van Holland | Willem II van Holland | Willem II van Holland | Willem II van Holland | Willem II van Holland   | Willem II van Holland   |                         |                         | Elisabeth van Brunswijk | Elisabeth van Brunswijk | Elisabeth van Brunswijk | Elisabeth van Brunswijk | Elisabeth van Brunswijk | Elisabeth van Brunswijk |                        |                        |                        |                        |  |  |                         |                         |                         |                         |                         |                         |  |  |                    |                    |                    |                    |                    |                    |
|                        |                        |                        |                        |                        |                        |  |  |                      |                      |                      |                      |                      |                      |  |  |                  |                  |                  |                  |                  |                  |  |  |                       |                       |                       |                       | Willem II van Holland | Willem II van Holland | Willem II van Holland | Willem II van Holland | Willem II van Holland   | Willem II van Holland   |                         |                         | Elisabeth van Brunswijk | Elisabeth van Brunswijk | Elisabeth van Brunswijk | Elisabeth van Brunswijk | Elisabeth van Brunswijk | Elisabeth van Brunswijk |                        |                        |                        |                        |  |  |                         |                         |                         |                         |                         |                         |  |  |                    |                    |                    |                    |                    |                    |
|                        |                        |                        |                        |                        |                        |  |  |                      |                      |                      |                      |                      |                      |  |  |                  |                  |                  |                  |                  |                  |  |  |                       |                       |                       |                       |                       |                       |                       |                       |                         |                         |                         |                         |                         |                         |                         |                         |                         |                         |                        |                        |                        |                        |  |  |                         |                         |                         |                         |                         |                         |  |  |                    |                    |                    |                    |                    |                    |
|                        |                        |                        |                        |                        |                        |  |  |                      |                      |                      |                      |                      |                      |  |  |                  |                  |                  |                  |                  |                  |  |  |                       |                       |                       |                       |                       |                       |                       |                       | Floris V van Holland    |                         |                         |                         |                         |                         |                         |                         |                         |                         |                        |                        |                        |                        |  |  |                         |                         |                         |                         |                         |                         |  |  |                    |                    |                    |                    |                    |                    |

Willem en Elisabeth hadden een zoon, Floris V van Holland. Sommige bronnen noemen ook een dochter Mechtild, maar haar bestaan is onzeker. Daarnaast had Willem bij een minnares nog een zoon, Dirk († 1312).

## Overgeleverde bronnen
Het leven van Willem II en zijn nalatenschap kan worden geconstrueerd uit diverse bronnen, waaronder (kopieën van) diplomatieke correspondentie, akten en zegels. Voorts zijn er literaire (maar partijdige) werken zoals de Spiegel Historiael van Jacob van Maerlant (geschreven in opdracht van Floris V, de zoon van Willem II) en de Rijmkroniek van Holland van Melis Stoke.

## Beeltenissen van graaf Willem II van Holland

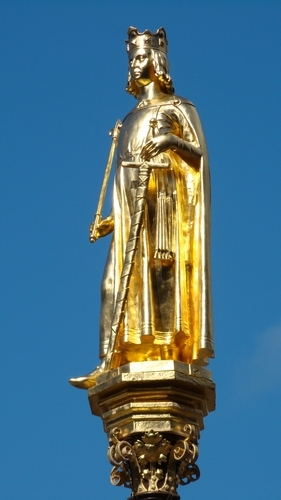
Beeld van Willem II van Holland op het Binnenhof in Den Haag

Sinds 1885 bevindt zich op het Binnenhof in Den Haag een beeld van graaf Willem II van Holland. Het vergulde beeld, ontworpen door Ludwig Jünger, staat boven op de smeedijzeren Binnenhoffontein, ontworpen door Pierre Cuypers.
De fontein was een geschenk van de Haagse burgerij, als dank voor de restauratie van de voorgevel van de Grafelijke zalen (Ridderzaal) door Cuypers. Het beeld van Willem II, de oprichter van het Binnenhofcomplex dat nu het fysieke centrum van de parlementaire democratie in Nederland vormt, is het enige beeld in de open lucht op het Haagse Binnenhof. Rondom de fontein staat de tekst
Ter nagedachtenis van Willem II Roomsch Koning en Graaf van Holland, Begunstiger der stedelijke vrijheden, beschermer der kunst, stichter der kasteelen in 's-Gravenhage en Haarlem, geb. MCCXXVII †MCCLVI†.	
In de Gravenkamer in het gebouw van de Eerste Kamer der Staten-Generaal (Binnenhof 22) bevindt zich een portret van graaf Willem II, als onderdeel van de 17e-eeuwse portrettengalerij van de graven van Holland.
Boven de ingang van de Gistpoort in Middelburg bevindt zich een beeld van Roomsch-koning en Graaf van Holland Willem II, gemaakt door Oswald Wenckebach in 1955.